# Liste der Naturdenkmale in Aichhalden
| Naturdenkmale | Anzahl |
| ------------- | ------ |
| FND           | 0      |
| END           | 2      |
| Gesamt        | 2      |

Die Liste der Naturdenkmale in Aichhalden nennt die verordneten Naturdenkmale (ND) der im baden-württembergischen Landkreis Rottweil liegenden Gemeinde Aichhalden. In Aichhalden gibt es insgesamt 2 als Naturdenkmal geschützte Objekte, keines ist ein flächenhaftes Naturdenkmal (FND), alle sind Einzelgebilde-Naturdenkmale (END).
Stand: 31. Oktober 2016.

## Einzelgebilde (END)
| Name                     | Bild | Kennung     | Einzelheiten | Position | Fläche Hektar | Datum         |
| ------------------------ | ---- | ----------- | ------------ | -------- | ------------- | ------------- |
| 1 Eiche                  | BW   | 83250010090 | Aichhalden   | ⊙        | 0,0           | 21. Okt. 1950 |
| 1 Eiche                  | BW   | 83250010092 | Aichhalden   | ⊙        | 0,0           | 21. Okt. 1950 |
| Legende für Naturdenkmal |      |             |              |          |               |               |